# Friedrich Otto Georgi

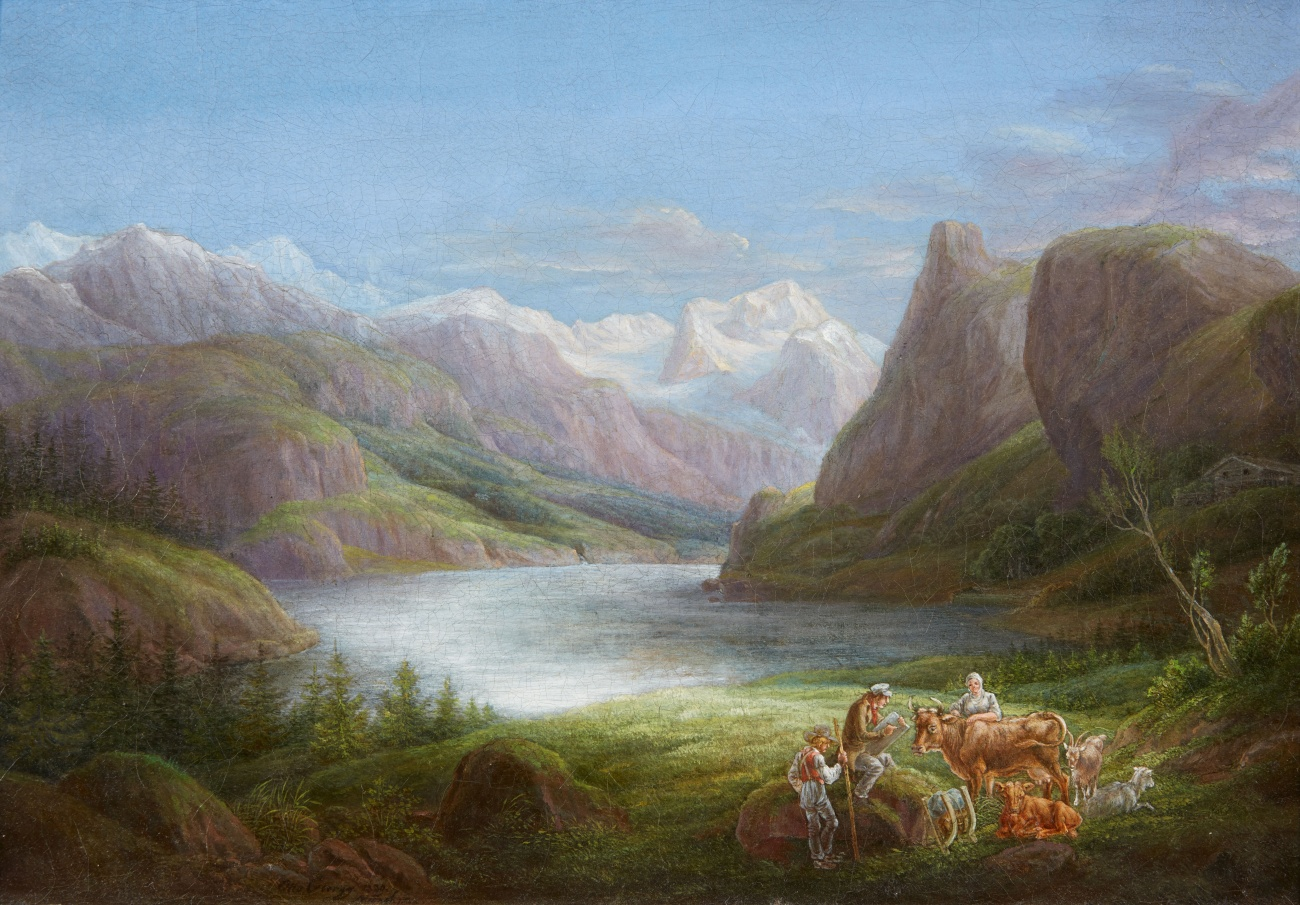
Gebirgssee mit zeichnendem Künstler und Hirtenstaffage. Öl auf Leinwand, 1839

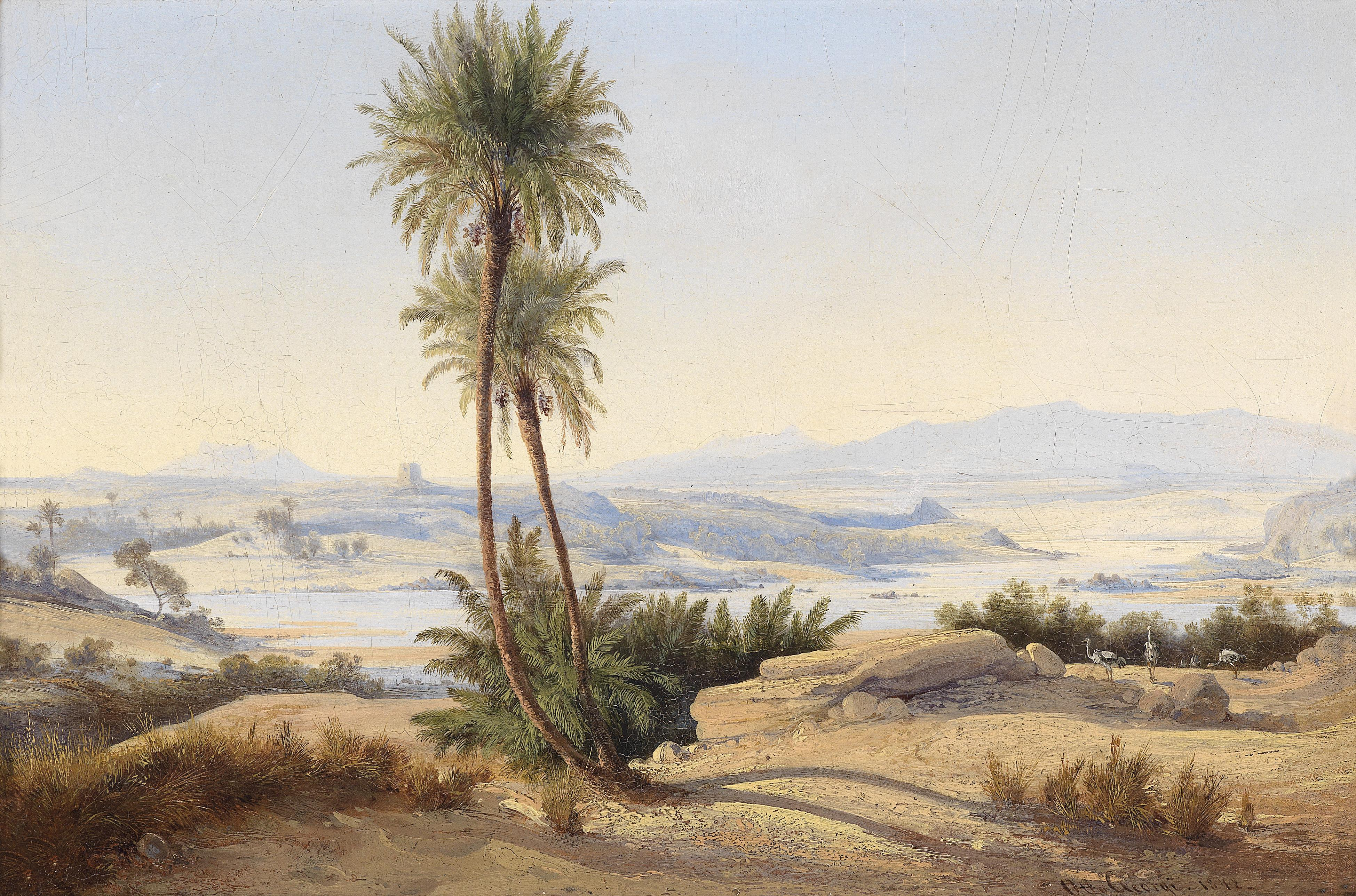
Melec el Naser in der Provinz Sukot im südlichen Nubien. Öl auf Karton, 1848

Friedrich Otto Georgi (meist Otto Georgi; * 2. Februar 1819 in Leipzig; † 7. Dezember 1874 in Dresden) war ein deutscher Maler.

## Leben
Seine künstlerische Ausbildung erhielt er bei seinem Vater Friedrich Traugott Georgi (1783–1838) und an der Leipziger und Dresdener Kunstakademie. 1834 stellte er erstmals in Dresden aus. Als Ersatz für den erkrankten Johann Jakob Frey nahm er von 1844 bis 1845 als Zeichner an der preußischen Expedition nach Ägypten unter Richard Lepsius teil. 1853 bis 1855 lebte er in Rom, danach in Vorbrücke bei Meißen, ab 1859 in Dresden. 1868/69 unternahm er eine Studienreise durch Bayern und Tirol nach Italien.
Georgi malte, angeregt durch seine Teilnahme an der Ägypten-Expedition, überwiegend Bilder mit Motiven aus dem Orient (Ägypten und Palästina), was ihm den Beinamen „Orient-George“ einbrachte. Er zählt zu den frühesten deutschen Orientalisten. Sein weiteres Œuvre umfasst vor allem Landschaftsbilder aus Sachsen und dem Alpenraum.
Am 3. Februar 2019 wurde eine Folge der Sendung Lieb & Teuer des NDR ausgestrahlt, die von Janin Ullmann moderiert und im Schloss Reinbek gedreht wurde. Darin wurde mit der Gemälde-Expertin Beate Rhenisch ein Aquarell des Kolosseums in Rom von Georgi besprochen.

## Veröffentlichungen
- Die heiligen Stätten nach Originalzeichnungen nach der Natur. Romberg, Leipzig 1854.
- Literarisch-artistische Abteilung des Österreichischen Lloyd (Hrsg.): Die heiligen Stätten der Christenheit. Nach der Natur aufgenommen. Nebst beschreibendem Texte. Neue Ausgabe. Triest 1857.